# Mypods and Boomsticks
"Mypods and Boomsticks", titulado "Mypods y Dinamita" en Hispanoamérica y "Mipods y cartuchos de dinamita" en España, es el séptimo episodio de la vigésima temporada de la serie animada Los Simpson, estrenado en Estados Unidos en la cadena FOX el 30 de noviembre de 2008 y el 31 de mayo de 2009 en Hispanoamérica. Fue escrito por Marc Wilmore, dirigido por Steven Dean Moore. En el episodio, Bart se hace amigo de un niño musulmán llamado Bashir. Cuando Homer conoce a la familia de Bashir empieza a sospechar que son terroristas. Shohreh Aghdashloo fue la estrella invitada, interpretando a Mina, la madre de Bashir.

## Sinopsis
El día después de Navidad, van al centro comercial de Springfield. Marge recuerda que en su familia cada uno tiene derecho a devolver un regalo de Navidad sin herir los sentimientos de nadie. Marge, Homer, Lisa y Maggie quieren devolver el mismo calendario de gatos que Bart le regaló (esto debido a la demora con la que Bart procede a regalar). Lisa reacciona emocionada cuando descubre que el centro comercial ahora tiene una tienda Mapple. Los Simpson entran, admiran los bellos aparatos electrónicos.
El gerente de Mapple, Steve Mobbs, se dirige a los consumidores en la tienda por una pantalla de vídeo gigante. Antes de hacer un anuncio importante, la voz de Bart se escucha en los altoparlantes de la tienda (reemplazando la voz de Mobbs). Bart declara que todos en la tienda se creen mucho por tener dispositivos de 500 dólares, diciendo que cuesta 8 dólares hacerlos y que se orina sobre cada uno, tras esto admite que ha invertido todas sus ganancias en Microsoft y que ahora se besa con su amigo Bill Gates (Aunque no lo hace) sobre un montón de su dinero. Una molesta multitud encuentra a Bart (luego de que Lisa lo delatase) y amenazan con azotarlo con sus auriculares. Bart los detiene al amenazar con destruir el disco duro de una computadora con un imán. La multitud lo persigue fuera de la tienda.
Una vez afuera, Bart huele algo que cocinan. Atraído por el olor, Bart llega a un patio cercano. Un chico del Medio Oriente, Bashir, está asando brochetas de cordero. Bashir presenta a Bart con su madre Mina, y explica que su familia se mudó a Springfield desde Jordania. Indispuesto a rechazar comida gratis, Bart se sirve algo de la carne de cordero. Después, Bart da a Bashir un tour por la Escuela Primaria de Springfield. Cuando Jimbo y Kearney descubren que Bashir es "distinto" a los demás niños (debido a que venía desde el Medio Oriente), se dirigen hacia él de manera amenazante. Bart dice a Jimbo y Kearney que no es justo molestar a alguien solo por ser parte de una fe distinta. Cuando Bart se da cuenta de que Bashir es musulmán, sabe que las cosas se pondrán difíciles, sin embargo, es capaz de tranquilizarlas.
Bart presenta a Bashir con Homer así que Bashir halaga a Homer por su apariencia, provocando una risita. Al principio, Homer tiene una buena impresión sobre Bashir pero en lo que va a beber  a la taberna de Moe, éste le revela a Homer que Bashir es musulmán, y probablemente sus padres no planean nada bueno al estar en Estados Unidos. Homer expresa su preocupación, Moe sugiere que lo invite a cenar y luego lo interrogue para que revele sus secretos.
Homer toma el consejo de Moe y es el anfitrión de una cena para Bashir y su familia. Durante la comida Homer ofrece a la familia de Bashir algo de pastel con un diseño de la bandera estadounidense. El padre de Bashir, Amid, rechaza el postre. Cuando Homer cuestiona el patriotismo de Amid, Bart se molesta con su padre. En consecuencia, Amir se molesta con Bart por faltar el respeto a su mayor. Después que la familia de Bashir se retira, Marge insiste a Homer que se disculpe. Homer se dirige a casa de la familia de Bashir. Cuando ve por la ventana, observa a la familia desempacando tubos de dinamita. Homer concluye que la familia de Bashir es terrorista.
Homer regresa a casa y cuenta a Marge lo que vio. Marge cree que Homer está equivocado. Esa noche, Homer experimenta un sueño con un genio azul, que destruye la "decadente Springfield Occidental", transformándola en una ciudad parecida a las "Noches de Arabia". Homer espía a la familia de Bashir y escucha a Amid decir que adora bombardear edificios: su trabajo es demoler el antiguo centro comercial de Springfield. Inconsciente de sus actos, Homer va hacia el edificio y alerta a todos los clientes, toma la dinamita de Amid, y lo arroja a un río cercano, destruyendo un puente. Enojado, Bart le aclara a su padre que cometió un gran error al desechar la dinamita que, era para derribar el viejo edificio y construir uno nuevo. Homer se asombra al saber que el puente conducía a la cervecería Duff, por lo que se lanza al río a salvar las cervezas que están sumergidas.
Después, Homer se disculpa con la familia de Bashir al crear una bandera que dice "Perdonen mi intolerancia".
Por otro lado, Lisa le agrada lo que ve en Mapple, pero no tiene suficiente dinero para comprar nada. Poco tiempo después, Krusty se queja de la música y películas en su MyPod. Le regala el aparato a Lisa y se retira. Lisa, muy feliz, declara que se ha transformado en una "persona Mapple". Así que cuando la ven escuchando música, Sherri y Terry la van a molestar pero esta Lisa impresiona a Sherry y Terry al mostrarles la música y videos que ha descargado con su MyPod, pero le aburre la música así que les pone unos vídeos, incluyendo un vídeo de Rasca y Pica donde se divierten. Cuando, Lisa recibe su primera factura de Mapple: ella compró 1212 canciones y en su factura constaban $ 1200 dólares y ella se desmaya. Así que, Lisa visita a Steve Mobbs, y pide un plan de pago reducido. En lugar de todo eso, Mobbs le sugiere a Lisa que trabaje para él, a fin de saldar su deuda. Ilusionada por su empleo, Lisa termina triste con un disfraz de MyPod, entregando cupones a los transeúntes y haciendo publicidad para Mapple.

## Producción
El actor de voz Dan Castellaneta (la voz original de Homer) había interpretado previamente al Genio en la serie de Disney Aladdín y de The Return of Jafar, la razón por la cual realizó la voz del Genio en este episodio.